# Ligne 41 du tramway de Budapest
La ligne 41 du tramway de Budapest (en hongrois : budapesti 41-es jelzésű villamosvonal) circule entre Clark Ádám tér et Kamaraerdei Ifjúsági Park. Elle relie le centre-ville de Budapest à la périphérie de Buda.

## Tracé et stations

### Liste des stations
|  |   |  | Station                            | Correspondances                                        | Arrondissement | Quartier                    | Desserte |
|  | - |  | ---------------------------------- | ------------------------------------------------------ | -------------- | --------------------------- | --- |
|  | o |  | Bécsi út / Vörösvári út            | 1 17 19 137 160 218 237 260 260A                       | 3e arr.        | Óbuda / Óbuda hegyvidéke    | |
|  | • |  | Váradi utca                        | 17 19 160 260 260A                                     | 3e arr.        | Óbuda / Óbuda hegyvidéke    | |
|  | • |  | Szent Margit Kórház                | 17 19                                                  | 3e arr.        | Óbuda / Óbuda hegyvidéke    | |
|  | • |  | Selmeci utca                       | 17 19                                                  | 3e arr.        | Óbuda / Óbuda hegyvidéke    | |
|  | • |  | Katinyi mártírok parkja            | 17 19                                                  | 3e arr.        | Óbuda / Óbuda hegyvidéke    | Amphithéâtre militaire d'Aquincum |
|  | • |  | Kolosy tér                         | 17 19 9 29 65 65A 109 111 165                          | 3e arr.        | Újlak                       | Église paroissiale de la Visitation d'Újlak |
|  | • |  | Zsigmond tér                       | 17 19 9 109                                            | 2e arr.        | Újlak                       | Synagogue de Frankel Leó utca |
|  | • |  | Komjádi Béla utca                  | 17 19                                                  | 2e arr.        | Újlak                       | |
|  | • |  | Szent Lukács Gyógyfürdő            | 17 19                                                  | 2e arr.        | Újlak                       | Thermes Szent Lukács |
|  | o |  | Margit híd, budai hídfő H Gare HÉV | 4 6 17 19 9 26 91 109 191 226 291                      | 2e arr.        | Víziváros                   | Tombeau de Gül Baba, Musée de la fonderie |
|  | • |  | Bem József tér                     | 19 109                                                 | 2e arr.        | Víziváros                   | |
|  | o |  | Batthyány tér M+H Gare HÉV         | 19 11 39 109 111                                       | 1er arr.       | Víziváros                   | Batthyány tér, Église paroissiale Sainte-Anne de Felsővíziváros, Grandes halles de Batthyány tér                                                 |
|  | • |  | Halász utca                        | 19                                                     | 1er arr.       | Víziváros                   | Budai Vigadó, Temple réformé de Szilágyi Dezső tér                                                                                               |
|  | o |  | Clark Ádám tér                     | 19 16 16B 105 Budavári Sikló                           | 1er arr.       | Víziváros                   | Clark Ádám tér, Palais Lánchíd, Palais de Budavár, Palais Sándor                                                                                 |
|  | • |  | Várkert Bazár                      | 19                                                     | 1er arr.       | Víziváros                   | Bazar du jardin du Château, Kiosque du jardin du Château                                                                                         |
|  | o |  | Rudas Gyógyfürdő                   | 19 56 56A 7                                            | 1er arr.       | Tabán                       | Statue de Gérard de Csanád, Gellért-hegy, Thermes Rudas, Thermes Rác                                                                             |
|  | o |  | Szent Gellért tér M                | 19 47 47B 48 49 56 56A 7 133E                          | 11e arr.       | Szentimreváros / Lágymányos | Szent Gellért tér, Hôtel Gellért, Thermes Gellért, Église troglodyte Notre-Dame-des-Hongrois, Université polytechnique et économique de Budapest |
|  | • |  | Gárdonyi tér                       | 19 47 47B 48 49 56 56A                                 | 11e arr.       | Szentimreváros / Lágymányos | |
|  | o |  | Móricz Zsigmond körtér M           | 6 17 19 47 47B 48 49 56 56A 61 7 27 33 114 213 214 240 | 11e arr.       | Szentimreváros / Lágymányos | |
|  | o |  | Újbuda-központ M                   | 4 17 47 47B 48 56 33 53 58 150 153 154 212             | 11e arr.       | Szentimreváros / Lágymányos | Allee |
|  | • |  | Csonka János tér                   | 17 47 47B 48 56                                        | 11e arr.       | Kelenföld                   | |
|  | • |  | Hauszmann Alajos utca              | 17 47 48 56                                            | 11e arr.       | Kelenföld                   | |
|  | o |  | Etele út / Fehérvári út            | 1 17 47 47B 48 56 103 114                              | 11e arr.       | Kelenföld                   | |
|  | • |  | Kalotaszeg utca                    | 17 47 47B 48 56 103                                    | 11e arr.       | Kelenföld                   | |
|  | • |  | Andor utca                         | 17 47 47B 48 56 103                                    | 11e arr.       | Kelenföld                   | |
|  | • |  | Albertfalva kitérő                 | 17 47 47B 48 56                                        | 11e arr.       | Kelenföld                   | |
|  | • |  | Albertfalva utca                   | 17 47 47B 48 56 114 213 214                            | 11e arr.       | Albertfalva                 | |
|  | • |  | Fonyód utca                        | 17 47 47B 48 56 114 213 214                            | 11e arr.       | Albertfalva                 | |
|  | • |  | Budafok kocsiszín                  | 17 47 47B 48 56 7 58 114 213 214                       | 11e arr.       | Albertfalva                 | |
|  | • |  | Budafoki elágazás                  | 47 47B 56                                              | 22e arr.       | Budafok                     | |
|  | • |  | Rózsavölgy alsó                    | 47B                                                    | 22e arr.       | Budafok                     | |
|  | • |  | Rózsavölgy felső                   | 47B                                                    | 22e arr.       | Budafok                     | |
|  | • |  | Pék utca                           | 47B                                                    | 22e arr.       | Budafok                     | |
|  | • |  | Kelenvölgy-Péterhegy               | 47B 150 250 250B 251 251A                              | 11e arr.       | Kőérberek                   | |
|  | • |  | Balatoni út                        | 47B 141                                                | 11e arr.       | Kőérberek                   | |
|  | • |  | Kőérberek                          | 47B 187                                                | 11e arr.       | Kőérberek                   | |
|  | • |  | Fülőke utca                        | 47B                                                    | 11e arr.       | Kőérberek                   | |
|  | • |  | Repülőtér                          | 47B                                                    | 11e arr.       | Kőérberek                   | |
|  | • |  | Kamaraerdei Ifjúsági Park          | 47B 87 187 287                                         | 11e arr.       | Kőérberek                   | |